# The Renaissance
The Renaissance – dziesiąty album studyjny południowokoreańskiej grupy Super Junior, wydany 16 marca 2021 roku przez SM Entertainment. Był promowany przez singel „House Party”. Ukazał się w 13 wersjach fizycznych i dwóch stylach: „Renaissance” (4 wersje) i „Square” (9 wersji).
Album został nagrany w dziewięcioosobowym składzie: zawiera wokale Leeteuka, Heechula, Yesunga, Donghae, Shindonga, Eunhyuka, Siwona, Ryeowooka i Kyuhyuna. Sprzedał się w liczbie ponad 480 163 egzemplarzy (stan na maj 2022).

## Lista utworów
| CD  | CD                                                                                               | CD                            | CD                                                             | CD                                                           | CD      |
| Nr  | Tytuł utworu                                                                                     | Tekst                         | Kompozycja                                                     | Aranżacja                                                    | Długość |
| --- | ------------------------------------------------------------------------------------------------ | ----------------------------- | -------------------------------------------------------------- | ------------------------------------------------------------ | ------- |
| 1.  | „Super”                                                                                          | JQ, Ahn Young-ju, Ameli       | Kim Chang-rak, Kim Soo-bin                                     | Jo Se-hee, Chae Kang-hae, Choi Seul-gi                       | 1:30    |
| 2.  | „House Party”                                                                                    | Yoo Young-jin                 | Christian Fast, Didrik Thott, Sebastian Thott, Yoo Young-jin   | Christian Fast, Didrik Thott, Sebastian Thott, Yoo Young-jin | 4:01    |
| 3.  | „Burn the Floor”                                                                                 | Cho Yoon-kyung                | Park Ji-soo, 153CreatorsClub, Blair Taylor, Jake K             | Park Ji-soo, 153CreatorsClub, Blair Taylor, Jake K           | 3:45    |
| 4.  | „Paradox”                                                                                        | jane, Rick Bridges            | SQUAR, jane, Aisle, Rick Bridges                               | SQUAR                                                        | 3:16    |
| 5.  | „Closer”                                                                                         | Agnes Shin                    | Sam Merrifield, Daniel Schulz, Daniel Davidsen, Peter Wallevik | PhD                                                          | 3:29    |
| 6.  | „Uriege (The Melody)” (kor. 우리에게 (The Melody))                                               | Leeteuk, Yesung, Min Yeon-jae | Niclas Kings, Didrik Thott, Andy Love                          | Niclas Kings                                                 | 3:11    |
| 7.  | „Sarangi meojji anhge (Raining Spell for Love)” (kor. 사랑이 멎지 않게 (Raining Spell for Love)) | Jeong Ju-hee                  | Teddy Riley, DOM, Lee Hyun-seung, J.SOL                        | Hwang Seong-je                                               | 3:16    |
| 8.  | „Mystery”                                                                                        | Kim Min-ji                    | Daniel Traynor, Jess Morgan, Jack Morgan, Coach & Sendo        | Daniel Traynor, Jess Morgan, Jack Morgan, Coach & Sendo      | 2:57    |
| 9.  | „Gati geoleulkka (More Days with You)” (kor. 같이 걸읅까 (More Days with You))                   | Hwang Yoo-bin                 | Young Chance, Voradory                                         | Voradory                                                     | 4:13    |
| 10. | „Hayan geojismal (Tell Me Baby)” (kor. 하얀 거짓말 (Tell Me Baby))                               | Im Su-ran                     | Lee Hyo-jae, Zaydro                                            | Zaydro                                                       | 3:09    |

## Notowania
| Lista                      | Pozycja |
| -------------------------- | ------- |
| Gaon Weekly Album Chart    | 1       |
| Gaon Yearly Album Chart    | 29      |
| Five Music (Tajwan)        | 1       |
| Billboard World Albums     | 9       |
| Oricon Weekly Album Chart  | 24      |
| Billboard Japan Hot Albums | 18      |